# Maja Rung
Maja Matilda Johanna Rung (under en tid kallad "Maya"), född 24 april 1987 i Karlstad, är en svensk  skådespelerska och musikalartist.

## Biografi
Rung spelade rollen som Liv Hellström i SVT:s Andra Avenyn. Hon har medverkat i musikaler som Grease och Fame. Maja Rung har också hållit på med dans och sång under större delen av sitt liv. Hon har sjungit in material till radioprogrammet Mingel i Sveriges Radio P4. Maja gjorde även huvudrollen i novellfilmen Sordin år 2006. Under gymnasietiden studerade Maja Rung på Sundsta-Älvkullegymnasiet i Karlstad. År 2012 tog hon examen vid Högskolan för scen och musik vid Göteborgs universitet och under hösten detta år spelade hon i musikalen La Cage Aux Folles på Oscarsteatern i Stockholm.

## Filmografi
- 2007–2010 – Andra Avenyn (TV-serie)
- 2011 – Umeå4ever
- 2012 – Bristning
- 2012 – Bara sex
- 2012 – En sista gång
- 2013 – Fjällbackamorden (TV-serie): Ljusets drottning
- 2013 – B.J.G 108
- 2015 – Odödliga
- 2015 – Modus_(TV-serie) (TV-serie)
- 2015 – En man som heter Ove
- 2017 – Bonusfamiljen (TV-serie)
- 2017 – Saknad (TV-serie)
- 2018 – Systrar 1968 (TV-serie)
- 2018 – Svartsjön (TV-serie)
- 2020 – Mirakel (TV-serie)
- 2021 – Alla utom vi (TV-serie)
- 2021 – Maria Wern – Ondskans djupa rot (TV-serie)
- 2021 – Jägarna (TV-serie)
- 2021 – Dystopia (TV-serie)
- 2022 – Beck – 58 minuter
- 2022 – Kenny Starfighter – Dr Deo slår tillbaka (TV-serie)
- 2022 – Försvunna människor (TV-serie)
- 2025 – Tidstjuven (TV-serie)

## Teater

### Roller (ej komplett)
| År   | Roll                  | Produktion                                                               | Regi                                                   | Teater                                                                              |
| ---- | --------------------- | ------------------------------------------------------------------------ | ------------------------------------------------------ | ----------------------------------------------------------------------------------- |
| 2012 | Anne Dindon           | La cage aux folles Jerry Herman och Harvey Fierstein                     | Peter Dalle                                            | Oscarsteatern                                                                       |
| 2014 | Lydia Stille          | Den allvarsamma leken Emma Sandanam och Mette Herlitz                    | Albin Flinkas Maja Rung Fredrik Meyer Marika Willstedt | Kulturhuset Stadsteatern                                                            |
| 2015 | Eurydike              | Orfeus och Eurydike Emma Sandanam och Mette Herlitz                      | Albin Flinkas Maja Rung Fredrik Meyer Marika Willstedt | Kulturhuset Stadsteatern                                                            |
| 2015 | Fräulein Kost         | Cabaret John Kander, Fred Ebb och Joe Masteroff                          | Ronny Danielsson                                       | Stockholms stadsteater                                                              |
| 2017 | Nina                  | Dumma jävla mås (Stupid Fucking Bird) Aaron Posner                       | Frida Röhl                                             | Kulturhuset Stadsteatern                                                            |
| 2017 | Eurydike              | Orfeus och Eurydike Emma Sandanam och Mette Herlitz                      | Albin Flinkas Maja Rung Fredrik Meyer Marika Willstedt | Kulturhuset Stadsteatern                                                            |
| 2017 | Alison Bechdel, 19 år | Fun Home Lisa Kron och Jeanine Tesori                                    | Carolina Frände                                        | Kulturhuset Stadsteatern                                                            |
| 2018 | Snövit 21 år          | Snövit – för vuxna Staffan Valdemar Holm                                 | Staffan Valdemar Holm                                  | Kulturhuset Stadsteatern                                                            |
| 2019 | Lenù (Elena)          | Min fantastiska väninna (L'Amica geniale) April De Angelis               | Maria Sid                                              | Kulturhuset Stadsteatern Årsta Folkets hus (flyttar ut p.g.a. renovering 2019–2020) |
| 2019 | Polly Peachum         | Tolvskillingsoperan (Die Dreigroschenoper) Bertolt Brecht och Kurt Weill | Mellika Melouani Melani                                | Kulturhuset Stadsteatern/ Folkoperan                                                |
| 2022 | Kulla-Gulla           | Kulla-Gulla Martha Sandwall-Bergström                                    | Maria Sid                                              | Kulturhuset Stadsteatern                                                            |
| 2025 | Constanze Weber       | Amadeus Peter Shaffer                                                    | Sunil Munshi                                           | Kulturhuset Stadsteatern                                                            |